# 拉贾卡拉姆普尔
拉贾卡拉姆普尔（Raja Ka Rampur），是印度北方邦Etah县的一个城镇。总人口10720（2001年）。

## 人口
该地2001年总人口10720人，其中男性5731人，女性4989人；0—6岁人口1881人，其中男1054人，女827人；识字率52.39%，其中男性为59.95%，女性为43.70%。